# Herman Johannes den Hertog (chemicus)
Herman Johannes den Hertog (Amsterdam, 12 februari 1902 - Velp, 6 juni 1994) was een Nederlands chemicus.
Den Hertog is zoon van de politicus, schaker en  componist Herman Johannes den Hertog en broer van de musicus Johannes den Hertog. Hijzelf is in 1936 getrouwd met Gertje (Gert) Woutera Berlage, altvioliste in het Utrechts Symfonie Orkest. Hun dochter Henriëtte Geertruida (Jet den Hertog) was altvioliste in het Residentie Orkest. 
Onder leiding van zijn hoogleraar Johan Pieter Wibaut deed hij onderzoek naar pyridine en slaagde erin onder hoge temperaturen tot bromering van deze stof te komen. Het leidde in 1931 ertoe dat Den Hertog promoveerde op het proefschrift De bromeering van pyridine. Later werd Den Hertog lector aan de Universiteit van Amsterdam (1945-1949) en vervolgens hoogleraar organische chemie aan de Wageningse Landbouwhogeschool (thans Universiteit van Wageningen), van 1949 tot 1972.
Zijn memoires met als titel ‘De lotgevallen van een chemicus, die in 1920 zijn studie in Amsterdam begon’ zijn opgenomen in ‘Werken aan scheikunde, 24 memoires van hen die de Nederlandse Chemie deze eeuw groot hebben gemaakt’, dat in 1993 verscheen. 